# Gomarsi, Sindhnur
Gomarsi là một làng thuộc tehsil Sindhnur, huyện Raichur, bang Karnataka, Ấn Độ.